# Binche-Chimay-Binche
La Binche-Chimay-Binche, conosciuta dal 2010 al 2013 come Mémorial Frank Vandenbroucke e precedentemente come Binche-Tournai-Binche, è una corsa in linea di ciclismo su strada maschile che ha luogo con cadenza annuale tra le città di Binche e di Tournai, in Belgio. È dedicata all'omonimo ciclista belga morto nel 2009. Dal 2010 fa parte del calendario dell'UCI Europe Tour come prova di classe 1.1.

## Storia
La Binche-Tournai-Binche fu disputata per la prima volta nel 1911 e, dopo l'edizione dell'anno successivo, non fu più organizzata fino al 1922. Dal 1930 non ebbe più luogo, eccetto per due anni, per 54 anni fino al 1984, quando tornò ad essere disputata regolarmente fino al 1996, anno in cui fu vinta da Frank Vandenbroucke. Le edizioni 1984 e 1985 si svolsero nella formula del criterium.
Ritorna ad essere organizzata, con il nome di Mémorial Frank Vandenbroucke, solo nel 2010, anno successivo alla scomparsa del ciclista belga., venendo inserita nel calendario dell'UCI Europe Tour come prova di classe 1.1. Dal 2013 passa alla denominazione di Binche-Chimay-Binche.

## Albo d'oro
Aggiornato all'edizione 2024.
| Anno                         | Vincitore                             | Secondo                               | Terzo                                 |
| Binche-Tournai-Binche        | Binche-Tournai-Binche                 | Binche-Tournai-Binche                 | Binche-Tournai-Binche                 |
| ---------------------------- | ------------------------------------- | ------------------------------------- | ------------------------------------- |
| 1911                         | Jan Van Ingelghem                     | N. Hubert                             | Camille Botte                         |
| 1912                         | Felix Sellier                         | Jean Rossius                          | Dieudonné Gauthy                      |
| 1913-21                      | Non disputata                         | Non disputata                         | Non disputata                         |
| 1922                         | Omer Taverne                          | Schroeven                             | Jan Mertens                           |
| 1923                         | Achiel Vermandel                      | Joseph Pe                             | A. Speeckaert                         |
| 1924                         | Hector Martin                         | August Mortelmans                     | Aimé Dossche                          |
| 1925                         | Arthur Dewit                          | Jean Dewaerheydt                      | Léon Parmentier                       |
| 1926                         | Omer Taverne                          | Alfred Sira                           | Michel Schouleur                      |
| 1927                         | Jean Hans                             | Maurice Houyoux                       | Aimé Deravet                          |
| 1928                         | Désiré Louesse                        | Leander Ghyssels                      | Rémi Van Impe                         |
| 1929                         | Non disputata                         | Non disputata                         | Non disputata                         |
| 1930                         | Alfons Kindt                          | Léon Louyet                           | Gustaaf Reyns                         |
| 1931-41                      | Non disputata                         | Non disputata                         | Non disputata                         |
| 1942                         | Roger Dujardin                        | THéo Van Oppen                        | Désiré Keteleer                       |
| 1943-44                      | Non disputata                         | Non disputata                         | Non disputata                         |
| 1945                         | Georges Hardiquest                    | René Decock                           | Albert Rely                           |
| 1946-83                      | Non disputata                         | Non disputata                         | Non disputata                         |
| 1984                         | Benny Van Brabant                     | Yves Godimus                          | Martin Durant                         |
| 1985                         | Adrie van der Poel                    | William Tackaert                      | Michel Dernies                        |
| 1986                         | Ronny Van Holen                       | Yves Godimus                          | Walter Dalgal                         |
| 1987                         | Willem Van Eynde                      | Paul Haghedooren                      | Werner Devos                          |
| 1988                         | Nico Emonds                           | Jan Goessens                          | Yves Godimus                          |
| 1989                         | Dominique Gaigne                      | Carlo Bomans                          | Martial Gayant                        |
| 1990                         | Jelle Nijdam                          | Corneille Daems                       | Eric Vanderaerden                     |
| 1991                         | Michel Dernies                        | Stefan Van Leeuwe                     | Michel Vermote                        |
| 1992                         | Jean-Marie Wampers                    | Pierre Herinne                        | Paul Haghedooren                      |
| 1993                         | Patrick Vanroosbroeck                 | Marcel Wüst                           | Paul Haghedooren                      |
| 1994                         | Wilfried Nelissen                     | Johan Museeuw                         | Carlo Bomans                          |
| 1995                         | Jelle Nijdam                          | Edwig Van Hooydonck                   | Erwin Thijs                           |
| 1996                         | Frank Vandenbroucke                   | Jean-Pierre Heynderickx               | Tom Steels                            |
| 1997-2009                    | Non disputata                         | Non disputata                         | Non disputata                         |
| Mémorial Frank Vandenbroucke |                                       |                                       |                                       |
| 2010                         | Elia Viviani                          | Jakob Fuglsang                        | Rob Ruijgh                            |
| 2011                         | Rüdiger Selig                         | Baden Cooke                           | Adrien Petit                          |
| 2012                         | Adam Blythe                           | Adrien Petit                          | John Degenkolb                        |
| Binche-Chimay-Binche         |                                       |                                       |                                       |
| 2013                         | Reinardt Janse van Rensburg           | Björn Leukemans                       | Greg Van Avermaet                     |
| 2014                         | Zdeněk Štybar                         | John Degenkolb                        | Jens Debusschere                      |
| 2015                         | Ramon Sinkeldam                       | Pim Ligthart                          | Tom Van Asbroeck                      |
| 2016                         | Arnaud Démare                         | Zdeněk Štybar                         | Jürgen Roelandts                      |
| 2017                         | Jasper De Buyst                       | Matteo Trentin                        | Tom Devriendt                         |
| 2018                         | Danny van Poppel                      | Yves Lampaert                         | Oliver Naesen                         |
| 2019                         | Tom Van Asbroeck                      | Oliver Naesen                         | Jos van Emden                         |
| 2020                         | annullata per la Pandemia di COVID-19 | annullata per la Pandemia di COVID-19 | annullata per la Pandemia di COVID-19 |
| 2021                         | Danny van Poppel                      | Rasmus Tiller                         | Lionel Taminiaux                      |
| 2022                         | Christophe Laporte                    | Rasmus Tiller                         | Hugo Page                             |
| 2023                         | Luca Mozzato                          | Edward Theuns                         | Søren Kragh Andersen                  |
| 2024                         | Arnaud De Lie                         | Biniam Girmay                         | Milan Fretin                          |